# Hans Eisenmann
Hans Eisenmann (* 15. April 1923 in Ampertshausen; † 31. August 1987 in München) war ein deutscher Politiker (CSU). Von 1950 bis zu seinem Tod gehörte er als Abgeordneter dem Bayerischen Landtag an. Ab 1969 amtierte er als Bayerischer Staatsminister für Ernährung, Landwirtschaft und Forsten.

## Ausbildung und Beruf
Während des Zweiten Weltkriegs war Eisenmann unter anderem Fluglehrer bei der Luftwaffe.
Von 1946 bis 1949 studierte er Agrarwissenschaften an der Technischen Hochschule München in Weihenstephan und legte 1950 das Staatsexamen für den höheren landwirtschaftlichen Staatsdienst ab. Von 1951 bis 1958 arbeitete Eisenmann am Landwirtschaftsamt in Pfaffenhofen an der Ilm, ab 1954 als dessen Direktor. Im Jahr 1959 wurde er mit der Dissertationsschrift Die Marshallplanhilfe für die bayerische Landwirtschaft an der Universität München promoviert.

## Politische Laufbahn
Mit Beginn der 2. Legislaturperiode des Bayerischen Landtags am 27. November 1950 wurde Eisenmann erstmals Mitglied des Landesparlaments. Gewählt als Mitglied der Bayernpartei, wechselte er am 29. Juli 1954 zur CSU. Er wurde bei weiteren neun bayerischen Landtagswahlen zum Abgeordneten gewählt und gehörte dem Parlament bis zu seinem Tod an.
Von 1958 bis 1969 amtierte Eisenmann als Landrat des Landkreises Pfaffenhofen an der Ilm. Er gab dieses Amt auf, um am 11. März 1969 die Berufung des Bayerischen Ministerpräsidenten Alfons Goppel zum Staatsminister für Ernährung, Landwirtschaft und Forsten anzunehmen. Er bekleidete dieses Amt in insgesamt sechs Bayerischen Staatsregierungen und gehörte in seiner Eigenschaft als Regierungsmitglied vom 25. März 1969 bis zu seinem Tod auch dem Bundesrat als ordentliches Mitglied an.
Zum Zeitpunkt seines Todes war Eisenmann der dienstälteste bayerische Landtagsabgeordnete und der dienstälteste Landwirtschaftsminister in Deutschland.

## Verdienste und Ehrungen

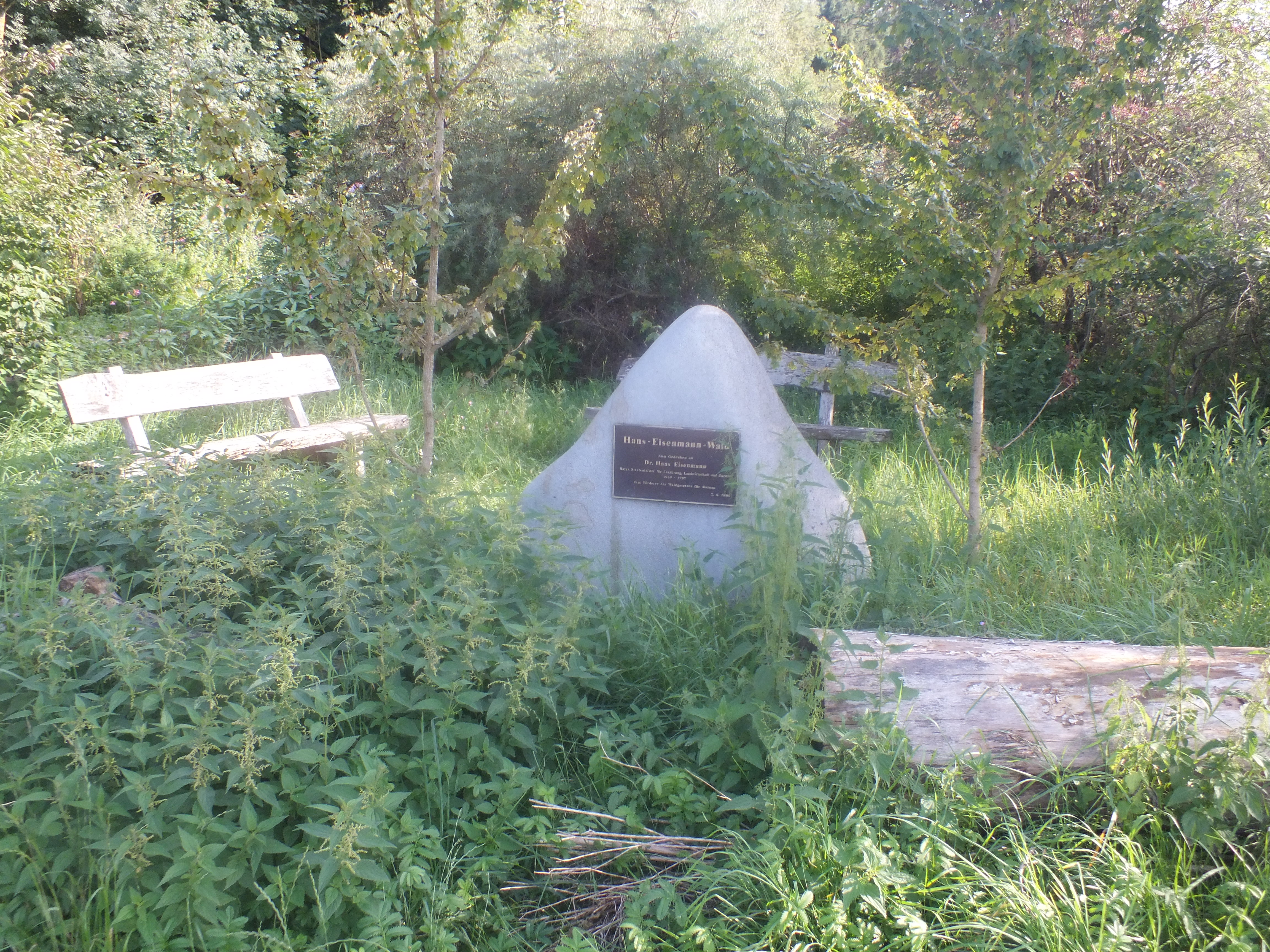
Hans-Eisenmann-Wald in Oberschleißheim

Seit 1947 war Hans Eisenmann Mitglied der katholischen Studentenverbindung K.D.St.V. Agilolfia Freising-Weihenstephan im CV.
In seine Amtszeit als Landwirtschaftsminister fiel die Eröffnung des Nationalparks Bayerischer Wald; daher trägt das Informationszentrum des Nationalparks seit 1988 die Bezeichnung Hans-Eisenmann-Haus. In Freising, Jetzendorf, München, Regensburg, Schweitenkirchen und Wolnzach sind Straßen nach dem Politiker benannt, in Pfaffenhofen an der Ilm die Dr. Eisenmann-Landwirtschaftsschule. Am 15. April 1983 verlieh ihm die Stadt Pfaffenhofen an der Ilm die Ehrenbürgerwürde; das Porträt dazu fertigte der Münchner Künstler Erhard Paskuda. Den Bayerischen Verdienstorden erhielt Eisenmann 1963.
Die Technische Universität München benannte das Hans Eisenmann-Zentrum für Agrarwissenschaften Weihenstephan nach ihrem Alumnus in Würdigung seiner Verdienste um die Universität. 1966 wurde Eisenmann Ehrenbürger der Technischen Hochschule München.